# Окава Місао
Окава Місао (яп. 大川ミサヲ, при народженні Аокі; 5 березня 1898, селище Тенма (зараз район Кіта (Осака), Осака, Префектура Осака, Японська імперія — 1 квітня 2015, район Хіґасісумійосі (Осака), Осака, Префектура Осака, Японія) — японська супердовгожителька, четверта найстаріша людина в історії Японії та Азії (після Тадзіми Набі, Міяко Тійо та Танаки Кане) і дев'ята найстаріша людина в світовій історії, чий вік було офіційно підтверджено. З 12 січня 2013 року, після смерті своєї співвітчизниці Окубо Кото, була найстарішою жінкою в світі. З 12 червня 2013 року, після смерті японського супердовгожителя Кімури Дзіроемона, до своєї смерті 1 квітня 2015 року, була найстарішою повністю верифікованою людиною в світі. До 31 серпня 2017 року була найстарішою повністю верифікованою людиною, яка коли-небудь жила в Японії. 1 вересня 2017 року вона поступилася цим титулом Тадзімі Набі. Після її смерті найстарішою людиною в світі стала американка Ґертруда Вівер.

## Життєпис
Аокі Місао народилася 5 березня 1898 року в селищі Тенма (зараз район Кіта (Осака), Осака, Префектура Осака, Японська імперія, четвертою дочкою продавця мануфактури. У 1919 році вона вступила в шлюб з Окава Юкіо. У шлюбі народила двох дочок та сина.  Чоловік помер 20 червня 1931 року у віці 36 років. Станом на лютий 2013 року, її син Хіросі та дочка Сізуйо були ще живі у віці на той час 99 та 97 років відповідно. Також Окава Місао мала четверо онуків і шість правнуків.
У 2000 році, коли їй було 102 роки, вона зламала ногу, проте видужала і стверджувала, що могла робити присідання. Місао могла ходити самостійно, аж поки їй не виповнилося 110 років, після чого їй вже був потрібен інвалідний візок.
27 лютого 2013 року, за кілька днів до 115-го дня народження, Окава Місао була офіційно визнана Книгою рекордів Гіннеса найстарішою повністю верифікованою жінкою в світі. Їй було вручено відповідний сертифікат.
5 березня 2013 року Окава Місао стала тридцятою людиною в історії, яка зустріла 115-річчя. З 12 червня 2013 року, після смерті японського супердовгожителя Кімури Дзіроемона, до своєї смерті 1 квітня 2015 року, була найстарішою повністю верифіковано людиною в світі. 17 листопада 2013 року увійшла в десятку найстаріших повністю верифікованих жінок в історії. Була останньою людиною, яка народилася у 1898 році.
Останні дні Окава Місао прожила в будинку для літніх людей в Осаці.
Померла супердовгожителька 1 квітня 2015 року від серцевої недостатності в Осакському будинку для літніх людей у віці 117 років і 27 днів.

## Рекорди довголіття
- 5 березня 2013 року стала 30-ю людиною в історії, яка відсвяткувала 115-річчя.
- 17 листопада 2013 року увійшла в десятку найстаріших повністю верифікованих жінок в історії.
- 18 січня 2014 року увійшла в десятку найстаріших повністю верифікованих людей в історії.
- 5 березня 2014 року стала 10-ю людиною в історії, яка відсвяткувала 116-річчя.
- 29 квітня 2014 року стала 9-ю найстарішою людиною в історії.
- 14 червня 2014 року стала 8-ю найстарішою людиною в історії.
- 2 липня 2014 року стала 7-ю найстарішою людиною в історії.
- 28 серпня 2014 року стала 6-ю найстарішою людиною в історії і найстарішою людиною, яка будь-коли жила в Японії.
- 16 лютого 2015 року стала 5-ю найстарішою людиною в історії.
- 5 березня 2015 року стала 5-ю людиною в історії, яка відсвяткувала 117-річчя.
- Станом на грудень 2020 року є 9-ю найстарішою людиною в історії і 4-ю найстарішою людиною в історії Японії та Азії.[1]